# Stazione di Magongnaru
La stazione di Magongnaru è una fermata della metropolitana di Seoul. Venne aperta nel 2014 come fermata della linea 9. La fermata era stata costruita anche per permettere l'interscambio con la linea AREX tuttavia la stazione aprì solo nel 2018.

## Linee
Seoul Metro line 9 corporation
● Linea 9 (Codice: 903)
Korail
● AREX (Codice: A41)

## Struttura

### Linea 9
| ← ■ Linea 9 Locale per Gimpo Aeroporto e Gahewa |
| Banchina a isola                                |
| ← ■ Linea 9 Espresso per Gimpo Aeroporto        |
| → ■ Linea 9 Espresso per Sport Complex          |
| Banchina a isola                                |
| → ■ Linea 9 Locale per Sport Complex            |

Il servizio espresso non ferma a questa stazione tuttavia la stazione è predisposta per un eventuale servizio futuro.

### AREX
| Banchina Laterale                                       |           |
| → ■ AREX Locale per Seul                                |           |
| → ■ AREX Espresso per Seul                              | Non ferma |
| ← ■ AREX Espresso per Incheon Aeroporto                 | Non ferma |
| ← ■ AREX Locale per Gimpo Aeroporto e Incheon Aeroporto |           |
| Banchina laterale                                       |           |